# Багатур-каган
Багатур-каган (д/н—631) — 6-й володар Західнотюркського каганату в 630—631 роках. Відомий також як Багатур-Сепі-каган.

## Життєпис
Походив з династії Ашина. Син великого кагана Кара-Чурин-Тюрка. При народженні отримав ім'я Кюлюг-Сибір. Про молоді роки обмаль відомостей, але відомо, що носив титул хана. Тому припускають, що бувнамісником над північними або західними племенами.
628 року за підтримки племенного союзу дулу та карлуків повстав проти кагана Тун-Ябгу, якого 630 року переміг, захопивши владу. Змінив ім'я на Багатур-кагана. Втім невдовзі зіткнувся з повстанням племенного союзу нушібі, що підтримував Тун-Ябгу-кагана.
Війна носила запеклий хапактер. Спроби отримати допомогу від танського імператора Лі Шиміня не мали успіху. 631 року Багатур-каган зазнав поразки й загинув у горах Алтаю. Новим володарем став Си-Ябгу-каган.